# Пушматага
Пушматага (англ. Pushmataha, Pooshawattaha, Pooshamallaha, Poosha Matthaw; бл. 1764, Міссісіпі, США — 24 грудня 1824, Вашингтон, США) — «індіанський генерал», один з трьох регіональних начальників головних підрозділів Чоктау у XIX столітті. Американський військовий та дипломат.
Не підтримав пропозицію Текумсе приєднатися до британців у англо-американській війні (1812—1815) і на чолі підрозділів народу Чокто став на сторону США. Пізніше уклав кілька договорів з урядом США.
У 1824 році він поїхав до Вашингтона, щоб подати петицію до федерального уряду проти подальшого вилучення земель Чокто; він зустрівся з Джоном К. Калхуном та маркізом де Лафайєтом, а Чарлз Берд Кінг написав його портрет. Він помер у столиці та похований з повними військовими почестями на цвинтарі Конгресу у Вашингтоні.